# چسب حرارتی

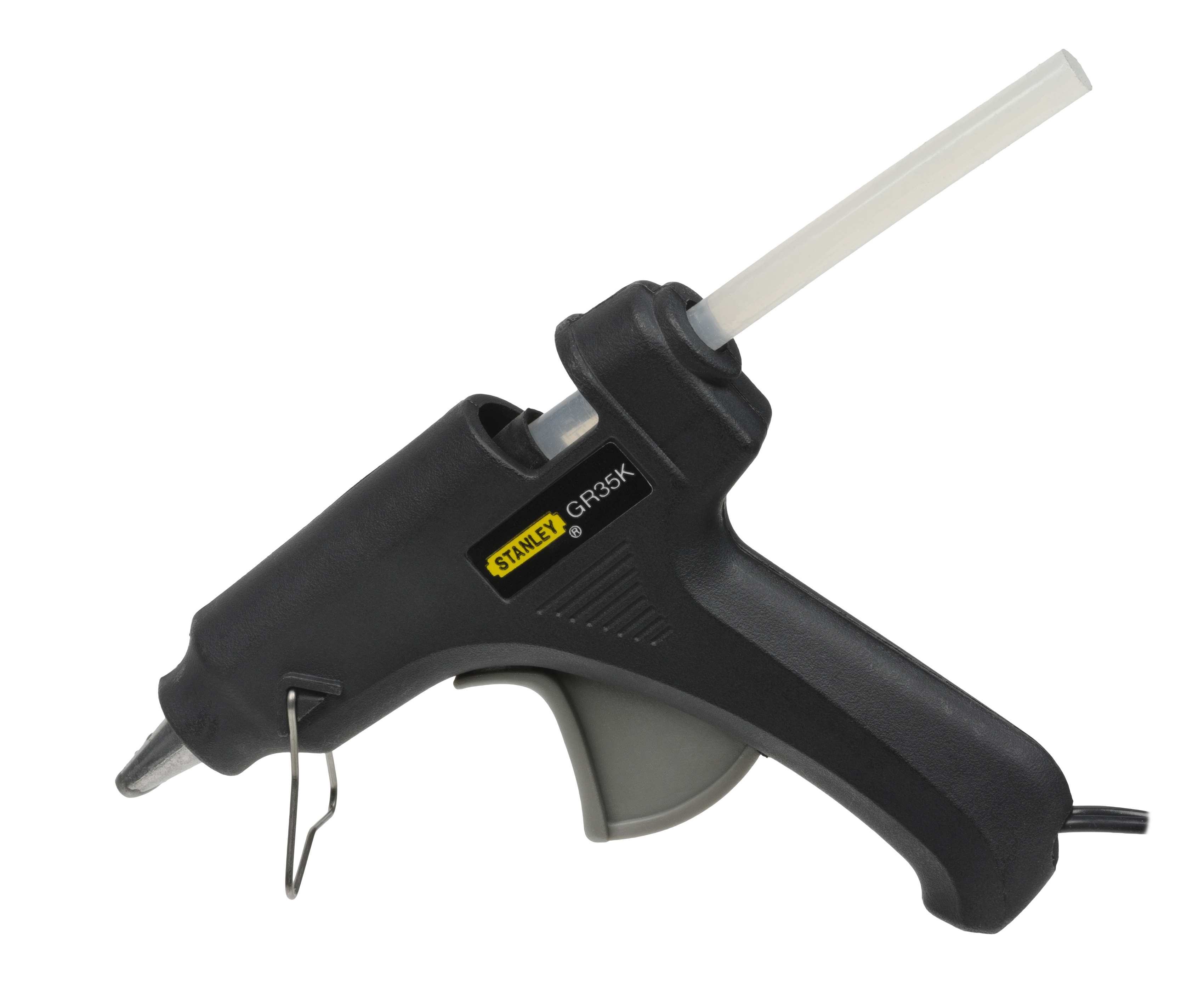
یک تفنگ چسب گرم پر شده با چسب حرارتی

چسب حرارتی (انگلیسی: Hot-melt adhesive) (به اختصار HMA)، که به عنوان چسب داغ نیز شناخته می‌شود، نوعی چسب گرمانرم است که معمولاً به عنوان میله‌های استوانه ای جامد با قطرهای مختلف طراحی شده است و برای استفاده همراه تفنگ چسب گرم فروخته می‌شود. این تفنگ از یک المنت حرارتی مداوم برای ذوب چسب پلاستیکی استفاده می‌کند که کاربر آن را با مکانیزم مکانیکی ماشه روی تفنگ یا با فشار مستقیم انگشت از طریق تفنگ فشار می‌دهد. چسب فشرده شده از نازل گرم شده در ابتدا به اندازه کافی داغ است تا پوست را بسوزاند و حتی ایجاد تاول کند. این چسب در زمان گرم شدن چسبناک است و در عرض چند ثانیه تا یک دقیقه جامد می‌شود. چسب‌های حرارتی را می‌توان با غوطه‌ور کردن یا اسپری کردن نیز اعمال کرد و در بین علاقه‌مندان و صنعتگران هم برای چسباندن و هم به عنوان جایگزین ارزان‌قیمت برای ریخته‌گری رزین محبوب هستند.